# Огигия

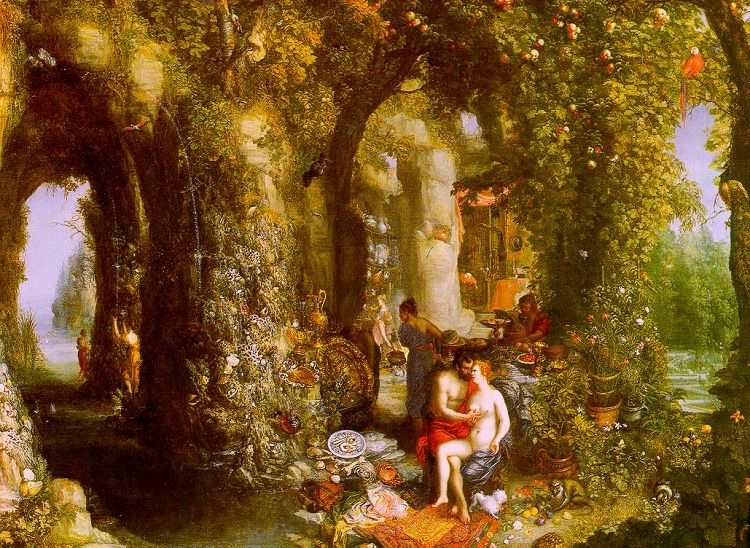
Ян Брейгель. «Одиссей и Калипсо на острове Огигия».

Огиги́я (др.-греч. Ὠγυγία или Ὠγυγίη) — в древнегреческой мифологии остров нимфы Калипсо, где Одиссей провёл семь лет. Название может быть понято и как существительное, и как прилагательное («остров Огигский» в переводе Жуковского).
В «Теогонии» Гесиода эпитет «огигский» отнесён к реке подземного царства Стикс. Огигией также называют Фивы. Вероятна связь названия с именем царя Огига, при котором произошёл потоп, но в чём она в точности заключалась, неясно.
В «Одиссее» (I 49—50) остров назван «лесистым» и «пупом широкого моря». Подробнее всего описан в V песне (стихи 55—74 и 238—242), где говорится о его безлюдности (там живут лишь Калипсо и её рабыни и Одиссей) и лесистости. Среди флоры названы чёрный тополь, ольха, кипарис и фиалки, связанные с культом мёртвых.
Согласно описанию Гомера, Одиссей плывет с Огигии на восток к острову феаков Схерии и достигает его на двадцатый день плавания. Хотя местоположение Схерии тоже неясно, но эти данные позволяют локализовать Огигию в Западном Средиземноморье.
Согласно поэту и филологу Каллимаху, остров Калипсо — это Гавд близ Мальты (ныне Гоцо). По описанию Аполлония Родосского, нимфа жила на острове Нимфея в Адриатике (ныне это остров Сазани).
Согласно мнению, приводимому Плутархом, остров Огигия лежал на западе от Британии (то есть отождествлялся с Ирландией). Основываясь на этом свидетельстве Плутарха, ирландский историк XVII века Родерик О’Флаэрти (Ruaidhrí Ó Flaithbheartaigh) дал своей книге по истории Ирландии название: «Огигия, или хронология событий в Ирландии» (1685).
Вблизи села Бабино-Поле на острове Млет у побережья Хорватии находится пещера Одиссея, где по преданию жила Калипсо.
В романе Э. Юнсона «Прибой и берега» Огигия отождествляется с Гибралтаром.